# Do You Know the Way to San Jose
Do You Know the Way to San Jose is lied geschreven door Burt Bacharach met teksten van Hal David uit 1968. Bacharach schreef het voor zangeres Dionne Warwick. Het nummer was een wereldwijde hit en het leverde Warwick haar eerste Grammy Award op. De tekst gaat over een inwoner van San Jose (Californië), die na een mislukte poging om door te breken als ster in Los Angeles terugkeert naar haar geboorteplaats.
Het nummer werd uitgebracht op album Dionne Warwick in Valley of the Dolls uit 1968. "Do You Know the Way to San Jose" werd uitgebracht als de opvolger van de single "I Say a Little Prayer". Het werd Warwick's derde opeenvolgende Amerikaanse top tien hit.
Het nummer bereikte de achtste plek in de Britse, Ierse en Canadese hitlijst en een tiende plek in de Verenigde Staten. Wereldwijd zijn er meer dan 3.500.000 exemplaren van de single verkocht. In Nederland kwam het nummer niet verder dan de Tipparade. De B-kant de single, "Let Me Be Lonely" is ook geschreven door Bacharach/David en haalde zelf ook de Billboard Hot 100.

## Coverversies
Meerdere artiesten hebben het nummer gecoverd, vooral bij live-optredens. Het is ook enkele malen opgenomen voor studioalbums. Zo staat een cover op het album Welcome to the Pleasuredome van Frankie Goes to Hollywood uit 1984. Op het Burt Bacharach-coveralbum The Look of Love - Burt Bacharach Songbook van Trijntje Oosterhuis en het Metropole Orkest uit 2006 staat ook een versie van dit nummer. 

## NPO Radio 2 Top 2000
| Nummer met noteringen in de NPO Radio 2 Top 2000      | '07  | '08 | '09  | '10  |
| ----------------------------------------------------- | ---- | --- | ---- | ---- |
| Do You Know the Way to San Jose (Trijntje Oosterhuis) | 1221 | -   | 1952 | 1798 |

1. ↑  Een '-' betekent dat het nummer niet was genoteerd en een vetgedrukt getal geeft de hoogste notering aan.
2. ↑  2007 was het eerste jaar met een notering voor dit nummer.
3. ↑  Deze tabel is bijgewerkt tot en met de laatste editie (2024).